# Florrie Forde
Flora May Augusta Flannagan (16 d'agost de 1875 - 18 d'abril de 1940), coneguda professionalment com a Florrie Forde, va ser una cantant i animadora popular australiana d'espectacles de music hall. Des de 1897 va viure i treballar al Regne Unit. Va ser una de les estrelles més populars de music hall de principis del segle xx.

## Vida primerenca i carrera professional
Forde va néixer a Fitzroy, Victòria el 1875. Era la sisena dels vuit fills de Lott Flannagan, picapedrer, i Phoebe (né Simmons), que també va tenir dos fills d'un matrimoni anterior. Cap al 1878, els seus pares s'havien separat i Phoebe es va casar amb Thomas Ford, un costumista teatral el 1888. Forde i alguns dels seus germans van ser internats en un convent. Als setze anys, va fugir per viure amb una tia a Sydney. Quan va aparèixer a l'escenari de la sala de música local, va adoptar el cognom del seu padrastre, però va afegir una "e". Una de les seves primeres actuacions en vodevils va ser cantant al febrer de 1892 al Polytechnic Music Hall de Pitt Street. Segons el crític de The Sydney Morning Herald, en una de les actuacions del gener de 1892, "En la primera part els vocalistes van ser ben rebuts, i diversos van haver de respondre als encors. La cançó serio-còmica de Miss Florrie Ford", 'Yes, You Are,', "va demostrar una gran atracció".
Als 21 anys, el 1897, va marxar a Londres, i en l'August Bank Holiday 1897, va fer les seves primeres aparicions a Londres a tres sales d'espectacles (el South London Palace, el Pavilion i l'Oxford) al llarg d'un vespre-nit. Es va convertir en una estrella immediatament, realitzant el primer dels seus molts enregistraments sonors el 1903 i sumant vora 700 enregistraments individuals el 1936.
Forde va tenir una poderosa presència escènica i es va especialitzar en cançons que tenien cors poderosos i memorables que facilitaven que el públic s'hi animés a unir-se'n. Ben aviat va arribar al capdamunt de les llistes d'èxit, cantant cançons com "Down at the Old Bull and Bush" i "Has Anybody Here Seen Kelly?". Va aparèixer a la primera Royal Variety Performance de 1912. Durant la Primera Guerra Mundial, les seves cançons més famoses van ser algunes de les més conegudes del període, incloses "Pack Up Your Troubles in Your Old Kit-Bag", "It's A Long Way To Tipperary" i "Take Me Back to Dear Old Blighty".

## Matrimoni
El 2 de gener de 1893 a Sydney, es va casar amb Walter Emanuel Bew, un condestable de la policia de 31 anys -una espècie de jutge de pau-. El 22 de novembre de 1905 a l'oficina de registre de Paddington (Londres), com a Flora Augusta Flanagan, soltera, es va casar amb Laurence Barnett (1919), comerciant d'art.

## Revista
Florrie Forde va formar la seva pròpia companyia itinerant de revista als anys vint. Va proporcionar una plataforma per a noves estrelles en ascenció, els de més anomenada, el duo cantant de Flanagan i Allen.

## Mort i llegat
Es va ensorrar i va morir per una hemorràgia cerebral, després de cantar per a tropes militars a Aberdeen, Escòcia, el 18 d'abril de 1940; tenia 64 anys. El poeta anglo-irlandès Louis MacNeice li va deixar un homenatge en un poema, 'Death of An Actress', que recitava així:
With an elephantine shimmy and a sugared wink
She threw a trellis of Dorothy Perkins roses
Around an audience come from slum and suburb
And weary of the tea-leaves in the sink.
Forde és soterrada en el cementeri londinenc d'Streatham Park.